# Aschaffenburger Maulaff

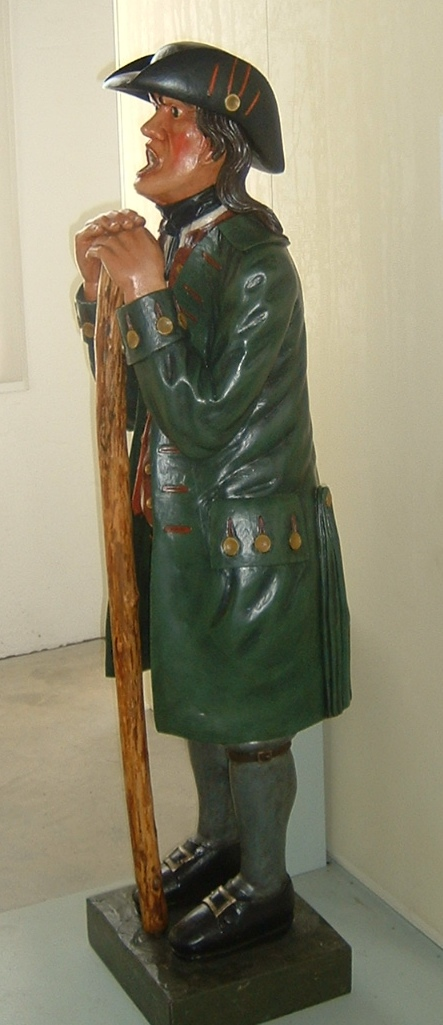
Der Aschaffenburger Maulaff, hölzerne Spielfigur, 1778

„Mauläffchen“ als Museumspädagoge

Der Aschaffenburger Maulaff ist eine in Aschaffenburg populäre, leicht unterlebensgroße Figur aus Eichenholz.

## Geschichte
Die Skulptur wurde im Jahre 1778 im Rahmen eines größeren Auftrags von den ortsansässigen Bildhauern Johann Ernst Hoffmann (1736–1790) und Johann Anton Baumgärtner geschnitzt. Der Maulaff stellt in karikierender Form einen Bauern in der Spessart-Tracht des ausgehenden 18. Jahrhunderts dar: Schiffhut, grüner Rock, rote Weste, kurze gelbe Lederhose, Wadenstrümpfe und Schnallenschuhe. Er stützt die Hände auf einen langen Stock und reißt das „Maul“ weit auf. Der Maulaff diente im Park Schönbusch bei Aschaffenburg der Kurfürstlichen Hofgesellschaft zur Belustigung. Als Zielfigur stand er auf einer Wiese im „Tal der Spiele“. Die Herrschaften versuchten eine Art Billardkugel in das weit geöffnete Maul zu werfen, die dann – falls getroffen – durch eine Röhre unten an der Rückseite der Figur wieder herausrollte.
Als der Schönbusch bayerisch geworden war und das kurfürstliche Überbleibsel versteigert wurde, erwarb Carl Constantin Victor Freiherr von Mergenbaum die Figur. Er war der Besitzer des Nilkheimer Hofes, und sein Schreib- und Arbeitszimmer lag zu ebener Erde an der Großostheimer Straße. Des Öfteren fühlte sich der Freiherr durch hereingaffende Passanten belästigt und brachte schließlich seinen Maulaffen direkt neben dem Fenster am Schreibtisch in Stellung und verscheuchte damit manchen Neugierigen. In dieser Zeit nannte man die Figur „Nilkheimer Maulaff“.
Einige Zeit nach Mergenbaums Ableben (8. September 1845) ersteigerte den Maulaff Klement Kitz, ein Gerbermeister aus dem Aschaffenburger Löhergraben, der ihn in seinem kleinen Park vor dem Sandtor aufstellte. Hier erregte der Maulaff Aufsehen, und man schleppte ihn aus Ulk in die damals noch ummauerte Stadt. Dann stand er viele Jahre auf dem Weinberg der Frau Kitz im Löhergraben. Sein nächster Besitzer, der aus Aschaffenburg gebürtige Oberlandesgerichtsrat Sohn, gab die Figur vor dem Ersten Weltkrieg dem Museum seiner Vaterstadt, wo sie seither als Gaffer Maulaffen feilhält. Der Maulaff gilt heute als eines der Wahrzeichen der Stadt und wird im Schlossmuseum Aschaffenburg ausgestellt. Seit 2018 ist er einer der 100 Heimatschätze Bayerns.

## Adaptionen

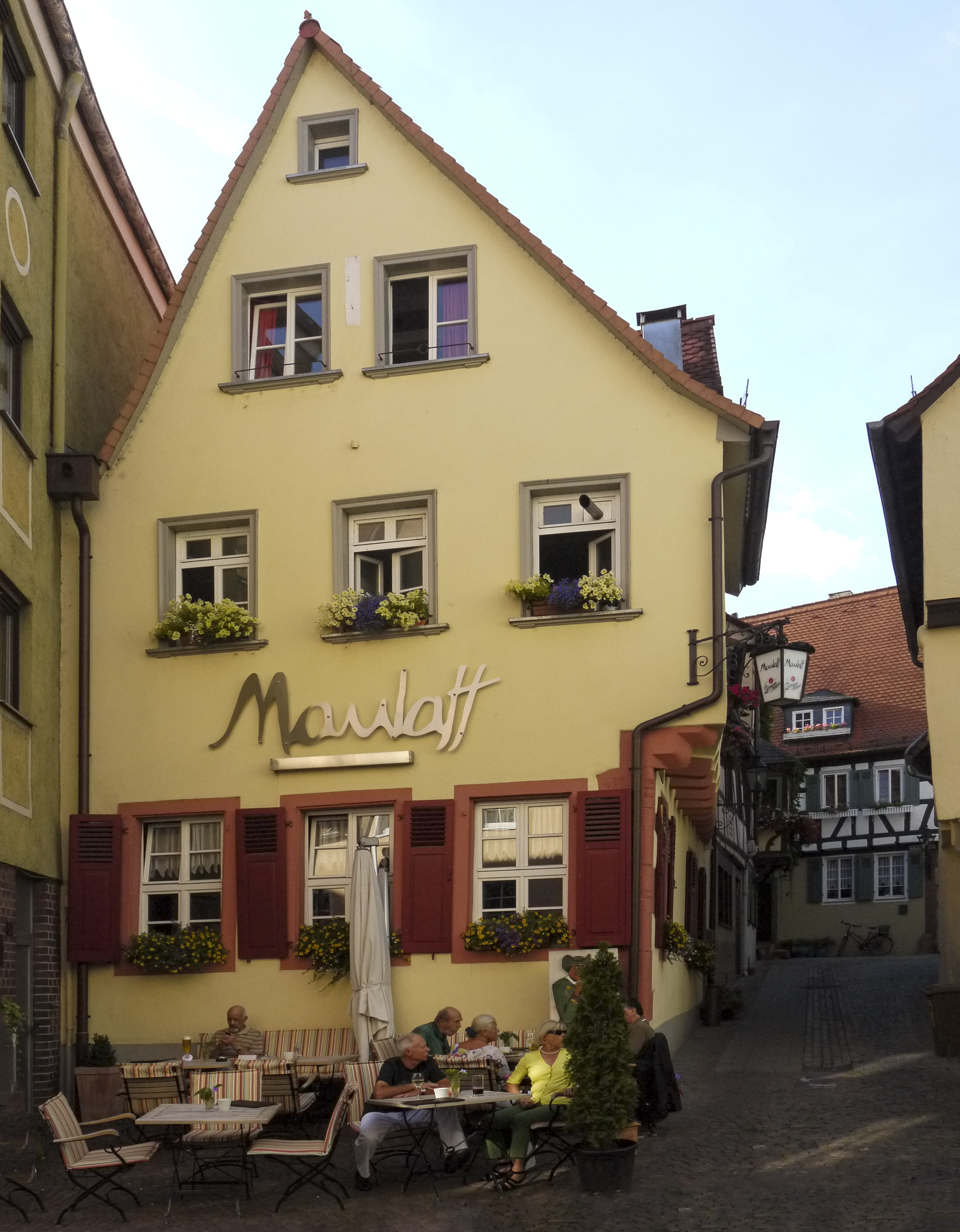
Gaststätte „Maulaff“ in der Metzgergasse / Ecke Dalbergstraße

- Im Jahre 1952 trat der Aschaffenburger Fastnachter Günter Kolb (1924–1991) erstmals als „Ascheberger Maulaff“ bei den Sitzungen des Carneval Clubs Concordia auf. Auch er riss sein Maul ganz weit auf und zog über Aschaffenburger Politiker und ihr Umfeld her.
- 1955 wurde eine aus Muschelkalk gehauene Nachbildung des „Maulaff“ am Pausenhof der damals neu errichteten Grünewald-Volksschule aufgestellt.
- Das Motiv findet sich bis heute auch auf zahlreichen anderen Darstellungen, so taucht das „Mauläffchen“ etwa im Museumspädagogischen Dienst der Stadt Aschaffenburg auf.
- In der Altstadt führt eine Gaststätte den Namen „Maulaff“, und auch ein Floß des Vermieters „Mainfloß“ wurde auf diesen Namen getauft.[3]
- Der sächsische Performance-Artist Lutz Walter verkörpert seit 2014 die Holzfigur als STRASSENMAULAFF regelmäßig im Stadtgebiet von Aschaffenburg.

## Maulaffenfest
Etabliert hat sich auch das Aschaffenburger Maulaffenfest am Aschaffenburger Stadtfest jährlich am letzten Augustwochenende, veranstaltet seit 2004 vom Hofgarten-Kabarett mit namhaften Kabarettisten und Comedians.
- 2004 mit Urban Priol u. a. im Schönborner Hof
- 2005 Bülent Ceylan, Hagen Rether, Claus von Wagner, u. a. im Arkadenhof[4]
- 2006 Michael Ehnert, Carl Einar Häckner, Viva Voce, Moderator: Oli Materlik[5]
- 2007 HG. Butzko, Robert Louis Griesbach, Zärtlichkeiten mit Freunden, u. a. Moderator: Oli Materlik[6]
- 2008 Die Pertussis, Ganz Schön Feist, u. a. Moderator: Oli Materlik am Karlsplatz[7]
- 2009 Sascha Bendiks, Roberto Capitoni, Vera Deckers, Onkel Fisch, Nepo Fitz, Christian Hirdes, Nagelritz, Matthias Seling Moderation: Chris Boettcher[8]
- 2010 Lizzy Aumeier, El Mago Masim, Sven Hieronymus, High five, Tom Haydn & Band, Hannes Ringlstetter Heino Trusheim,[9]
- 2011 Lizzy Aumeier, HG. Butzko, Andreas Krenske, Sarah Hakenberg & Michael Feindler, Streckenbach & Köhler, Zärtlichkeiten mit Freunden, Moderation: Robert Louis Griesbach[10]
- 2012 Daphne de Luxe, Michael Krebs, Christoph Sieber, Simon und Jan, Stefan Waghubinger, Hans Krüger (Holzfeuerwerk), Moderation: Mathias Münch[11]
- 2013 Markus Barth, Torsten Sträter, Andi Ost, Schwarze Grütze, Martin Zingsheim und John Beton & The Five Holeblocks, Moderation: Mathias Münch[12]